# Alchemilla johnstonii
Alchemilla johnstonii é uma espécie de rosácea do gênero Alchemilla, pertencente à família Rosaceae.